# Pulau Anak Krakatau
Pulau Anak Krakatau (indonesiska: Pulau Anakrakata) är en ö i Indonesien.   Den ligger i provinsen Lampung, i den västra delen av landet, 160 km väster om huvudstaden Jakarta. Arean är 2,9 kvadratkilometer.
Terrängen på Pulau Anak Krakatau är lite kuperad. Öns högsta punkt är 268 meter över havet. Den sträcker sig 2,4 kilometer i nord-sydlig riktning, och 2,1 kilometer i öst-västlig riktning.